# Зверев, Алексей Васильевич (Герой Социалистического Труда)
Алексей Васильевич Зверев — советский хозяйственный деятель, Герой Социалистического Труда.

## Биография
Родился в 1911 году в деревне Ольша Оршанского уезда Витебской губернии. Член КПСС с 1949 года.
С 1930 года — на хозяйственной работе. В 1930—1981 гг. — рабочий на строительстве линий электропередач Белорусской ГРЭС, электромонтёр, старший электромонтер на эксплуатации линий электропередачи Управления сетей и подстанций, участник Великой Отечественной войны, партизан в Смоленской области и Белорусской ССР, мастер Оршанского района районного энергетического управления энергетики и электрификации Витебской области «Витебскэнерго».
Указом Президиума Верховного Совета СССР от 4 октября 1966 года присвоено звание Героя Социалистического Труда с вручением ордена Ленина и золотой медали «Серп и Молот».
Умер в Орша в 2002 году.